# Skeleton-Juniorenweltmeisterschaft 2013
Die Skeleton-Juniorenweltmeisterschaft 2013 war die 11. Austragung der Skeleton-Juniorenweltmeisterschaft und fand zwischen den 10. und dem 16. Dezember 2012 in der österreichischen Stadt Innsbruck auf dem Olympia Eiskanal Igls statt. Bei den Frauen gewann als erste Russin Jelena Nikitina den Junioren-Weltmeistertitel. Bei den Männern siegte Christopher Grotheer und gewann seinen ersten Junioren-Weltmeistertitel.

## Teilnehmende Nationen
| Europa (11 Nationen) |                                                         |
| --- | ------------------------------------------------------- |
| \| - Deutschland - Italien - Lettland - Niederlande - Österreich - Rumänien \| - Russland - Schweiz - Slowenien - Spanien - Tschechien \| |                                                         |
| Amerika (2 Nationen) |                                                         |
| - Kanada - Vereinigte Staaten |                                                         |
| Ozeanien (1 Nation) |                                                         |
| - Australien |                                                         |
| - Deutschland - Italien - Lettland - Niederlande - Österreich - Rumänien                                                                  | - Russland - Schweiz - Slowenien - Spanien - Tschechien |

## Medaillenspiegel
| Platz | Land        |   |   |   |   |
| ----- | ----------- | - | - | - | - |
| 1     | Deutschland | 1 | 2 | – | 3 |
| 2     | Russland    | 1 | – | – | 1 |
| 3     | Kanada      | – | – | 1 | 1 |
| 3     | Rumänien    | – | – | 1 | 1 |
| Total | Total       | 2 | 2 | 2 | 6 |

## Medaillengewinner
| Wettbewerb | Gold                 | Gold        | Silber         | Silber      | Bronze        | Bronze      |
| Wettbewerb | Sportler             | Leistung    | Sportler       | Leistung    | Sportler      | Leistung    |
| ---------- | -------------------- | ----------- | -------------- | ----------- | ------------- | ----------- |
| Frauen     | Jelena Nikitina      | 1:51,08 min | Sophia Griebel | 1:51,18 min | Maria Mazilu  | 1:51,60 min |
| Männer     | Christopher Grotheer | 1:47,76 min | Axel Jungk     | 1:48,60 min | Raphael Maier | 1:48,79 min |